# Kottmar
Kottmar è un comune di 7 126 abitanti della Sassonia, in Germania.
Appartiene al circondario (Landkreis) di Görlitz (targa GR).
Kottmar è stato costituito il 1º gennaio 2013 dalla fusione di Eibau, Niedercunnersdorf e Obercunnersdorf.